# Cerkiew Opieki Matki Bożej w Małych Szczytnikach
Cerkiew Opieki Matki Bożej – prawosławna cerkiew parafialna w Małych Szczytnikach na Białorusi, w dekanacie brzeskim rejonowym eparchii brzeskiej i kobryńskiej Egzarchatu Białoruskiego Patriarchatu Moskiewskiego. Cerkiew znajduje się na terenie dawnego parku dworskiego.

## Historia
Świątynię zbudowano w 1742 r. jako niewielki przydworny kościół. Obiekt został przekazany prawosławnym w 1864 r. W 1918 r. oddano go katolikom jako parafialny kościół pw. Serca Jezusa. W 1990 r. ponownie przekazano go do użytku dla prawosławnych.
W 1988 r. obok świątyni został odsłonięty kamień, na którym zostały napisane słowa białoruskiego myśliciela Kazimierza Łyszczyńskiego: Podróżny, nie omiń tych kamieni. O nie się nie potkniesz, kiedy się nie potkniesz o prawdę. Zrozumiesz prawdę obok kamieni, bo nawet tylu ludzi, którzy wiedzą, że to prawda, uczą się, że to kłamstwo. Nauczanie mędrców – świadome oszustwo.
W 1993 r. cerkiew została konsekrowana.

## Architektura
Cerkiew wzniesiona została w stylu barokowym na planie prostokąta, pomalowana na niebiesko i biało ze zdobieniami w postaci pilastrów i gzymsu na elewacji świątynnej. Przed wejściem do świątyni stoi ganek ze dwuspadowym dachem i barokowym zdobnictwem, a nad wejściem widnieje ikona patronalna. Fasada również zawiera barokowe zdobienia, a na jej krańcach i nad nią osadzone są cebulaste kopułki, a środku niej widoczne jest okno. Nad częścią centralną nie ma bębna, dach świątyni – dwuspadowy z blachy. Po przeciwległej stronie znajduje się apsyda, a nad nią trójspadowy dach oraz tylne wejście.

## Wnętrze
Architektura wnętrza przedstawia się 2 pilastrami po obydwu stronach wejścia oraz 2 niszami na ścianie prezbiterium. Całość jest przekryta drewnianym sklepieniem. We wnętrzu znajduje się ikonostas.